# Fußball-Europameisterschaft 2008/Finalrunde
Ergebnisse der Finalrunde der Fußball-Europameisterschaft 2008:

## Übersicht
|  | Viertelfinale    | Viertelfinale    |  |  | Halbfinale       | Halbfinale       |   |  | Finale | Finale |
|  |                  |                  |  |  |                  |                  |   |  |        |        |
|  | 19. Juni – Basel |                  |  |  |                  |                  |   |  |        |        |
|  | Portugal         | 2                |  |  | 25. Juni – Basel | 25. Juni – Basel |   |  |        |        |
|  | Deutschland      | 3                |  |  | Deutschland      | 3                |   |  |        |        |
|  | 20. Juni – Wien  | 20. Juni – Wien  |  |  | Türkei           | 2                |   |  |        |        |
|  | Kroatien         | 1 (1)            |  |  | 29. Juni – Wien  | 29. Juni – Wien  |   |  |        |        |
|  | Türkei           | 21 (3)2          |  |  | Deutschland      | 0                |   |  |        |        |
|  | 21. Juni – Basel | 21. Juni – Basel |  |  |                  | Spanien          | 1 |  |        |        |
|  | Niederlande      | 1 (1)            |  |  | 26. Juni – Wien  | 26. Juni – Wien  |   |  |        |        |
|  | Russland         | 11 (3)1          |  |  | Russland         | 0                |   |  |        |        |
|  | 22. Juni – Wien  | 22. Juni – Wien  |  |  | Spanien          | 3                |   |  |        |        |
|  | Spanien          | 20 (4)2          |  |  |                  |                  |   |  |        |        |
|  | Italien          | 0 (2)            |  |  |                  |                  |   |  |        |        |

1 Sieg nach Verlängerung
2 Sieg im Elfmeterschießen

## Viertelfinale

### Portugal – Deutschland 2:3 (1:2)
| Portugal                                                         | Portugal | Deutschland | Deutschland | Aufstellung                            |
| ---------------------------------------------------------------- | --- | --- | ----------- | -------------------------------------- |
| Portugal                                                         | \| Donnerstag, 19. Juni 2008 um 20:45 Uhr in Basel (St. Jakob-Park) \| \| Zuschauer: 39.374 \| \| Schiedsrichter: Peter Fröjdfeldt ( Schweden) \| \| Spielbericht \|                                                       | \| Donnerstag, 19. Juni 2008 um 20:45 Uhr in Basel (St. Jakob-Park) \| \| Zuschauer: 39.374 \| \| Schiedsrichter: Peter Fröjdfeldt ( Schweden) \| \| Spielbericht \| | Deutschland | Aufstellung Portugal gegen Deutschland |
| Portugal                                                         | Ricardo – José Bosingwa, Ricardo Carvalho, Pepe, Paulo Ferreira – Petit (73. Hélder Postiga), João Moutinho (31. Raúl Meireles) – Deco – Simão, Cristiano Ronaldo – Nuno Gomes (67. Nani) Cheftrainer: Luiz Felipe Scolari | Jens Lehmann – Arne Friedrich, Per Mertesacker, Christoph Metzelder, Philipp Lahm – Simon Rolfes, Michael Ballack – Bastian Schweinsteiger (83. Clemens Fritz), Thomas Hitzlsperger (73. Tim Borowski) – Miroslav Klose (89. Marcell Jansen), Lukas Podolski Cheftrainer: Hansi Flick (Joachim Löw gesperrt) | Deutschland | Aufstellung Portugal gegen Deutschland |
| Portugal                                                         | 1:2 Metzelder (40., Eigentor) 2:3 Postiga (87.) | 0:1 Schweinsteiger (22.) 0:2 Klose (26.) 1:3 Ballack (61.) | Deutschland | Aufstellung Portugal gegen Deutschland |
| Portugal                                                         | Petit (26.), Pepe (60.), Hélder Postiga (90.) | Arne Friedrich (48.), Philipp Lahm (49.) | Deutschland | Aufstellung Portugal gegen Deutschland |
| Portugal                                                         | Spieler des Spiels: Bastian Schweinsteiger (Deutschland) | | Deutschland | Aufstellung Portugal gegen Deutschland |
| Donnerstag, 19. Juni 2008 um 20:45 Uhr in Basel (St. Jakob-Park) | | |             |                                        |
| Zuschauer: 39.374                                                | | |             |                                        |
| Schiedsrichter: Peter Fröjdfeldt ( Schweden)                     | | |             |                                        |
| Spielbericht                                                     | | |             |                                        |

### Kroatien – Türkei 1:1 n.V. (0:0, 0:0), 2:4 i.E.
| Kroatien                                                           | Kroatien | Türkei | Türkei | Aufstellung                       |
| ------------------------------------------------------------------ | --- | --- | ------ | --------------------------------- |
| Kroatien                                                           | \| Freitag, 20. Juni 2008 um 20:45 Uhr in Wien (Ernst-Happel-Stadion) \| \| Zuschauer: 51.428 (ausverkauft) \| \| Schiedsrichter: Roberto Rosetti ( Italien) \| \| Spielbericht \|                                                | \| Freitag, 20. Juni 2008 um 20:45 Uhr in Wien (Ernst-Happel-Stadion) \| \| Zuschauer: 51.428 (ausverkauft) \| \| Schiedsrichter: Roberto Rosetti ( Italien) \| \| Spielbericht \|                                                       | Türkei | Aufstellung Kroatien gegen Türkei |
| Kroatien                                                           | Stipe Pletikosa – Vedran Ćorluka, Robert Kovač, Josip Šimunić, Danijel Pranjić – Darijo Srna, Luka Modrić, Niko Kovač , Ivan Rakitić – Niko Kranjčar (65. Mladen Petrić), Ivica Olić (97. Ivan Klasnić) Cheftrainer: Slaven Bilić | Rüştü Reçber – Hamit Altıntop, Gökhan Zan, Emre Aşık, Hakan Balta – Mehmet Topal (76. Semih Şentürk) – Sabri Sarıoğlu, Tuncay Şanlı, Arda Turan – Kâzım Kâzım (61. Uğur Boral), Nihat (117. Gökdeniz Karadeniz) Cheftrainer: Fatih Terim | Türkei | Aufstellung Kroatien gegen Türkei |
| Kroatien                                                           | 1:0 Klasnić (119.) | 1:1 Şentürk (120.+2') | Türkei | Aufstellung Kroatien gegen Türkei |
| Kroatien                                                           | Elfmeterschießen | | Türkei | Aufstellung Kroatien gegen Türkei |
| Kroatien                                                           | Modrić schießt rechts am Tor vorbei 1:1 Srna Rakitić schießt links am Tor vorbei Reçber hält gegen Petrić | 0:1 Turan 1:2 Şentürk 1:3 Altıntop | Türkei | Aufstellung Kroatien gegen Türkei |
| Kroatien                                                           | Tuncay Şanlı (27.), Arda Turan (49.), Uğur Boral (89.), Emre Aşık (107.) | | Türkei | Aufstellung Kroatien gegen Türkei |
| Kroatien                                                           | Spieler des Spiels: Hamit Altıntop (Türkei) | | Türkei | Aufstellung Kroatien gegen Türkei |
| Freitag, 20. Juni 2008 um 20:45 Uhr in Wien (Ernst-Happel-Stadion) | | |        |                                   |
| Zuschauer: 51.428 (ausverkauft)                                    | | |        |                                   |
| Schiedsrichter: Roberto Rosetti ( Italien)                         | | |        |                                   |
| Spielbericht                                                       | | |        |                                   |

### Niederlande – Russland 1:3 n.V. (1:1, 0:0)
| Niederlande                                                   | Niederlande | Russland | Russland | Aufstellung                            |
| ------------------------------------------------------------- | --- | --- | -------- | -------------------------------------- |
| Niederlande                                                   | \| Samstag, 21. Juni 2008 um 20:45 Uhr in Basel (St. Jakob-Park) \| \| Zuschauer: 38.374 \| \| Schiedsrichter: Ľuboš Micheľ ( Slowakei) \| \| Spielbericht \| | \| Samstag, 21. Juni 2008 um 20:45 Uhr in Basel (St. Jakob-Park) \| \| Zuschauer: 38.374 \| \| Schiedsrichter: Ľuboš Micheľ ( Slowakei) \| \| Spielbericht \| | Russland | Aufstellung Niederlande gegen Russland |
| Niederlande                                                   | Edwin van der Sar – Khalid Boulahrouz (54. John Heitinga), André Ooijer, Joris Mathijsen, Giovanni van Bronckhorst – Nigel de Jong, Orlando Engelaar (62. Ibrahim Afellay) – Dirk Kuyt (46. Robin van Persie), Rafael van der Vaart, Wesley Sneijder – Ruud van Nistelrooy Cheftrainer: Marco van Basten | Igor Akinfejew – Alexander Anjukow, Sergei Ignaschewitsch, Denis Kolodin, Juri Schirkow – Sergei Semak – Konstantin Syrjanow, Iwan Sajenko (81. Dmitri Torbinski), Igor Semschow (69. Dinijar Biljaletdinow) – Roman Pawljutschenko (115. Dmitri Sytschow), Andrei Arschawin Cheftrainer: Guus Hiddink | Russland | Aufstellung Niederlande gegen Russland |
| Niederlande                                                   | 1:1 van Nistelrooy (86.) | 0:1 Pawljutschenko (56.) 1:2 Torbinski (112.) 1:3 Arschawin (116.) | Russland | Aufstellung Niederlande gegen Russland |
| Niederlande                                                   | Khalid Boulahrouz (50.), Robin van Persie (55.), Rafael van der Vaart (60.) | Denis Kolodin (71.), Juri Schirkow (103.), Dmitri Torbinski (111.) | Russland | Aufstellung Niederlande gegen Russland |
| Niederlande                                                   | Spieler des Spiels: Andrei Arschawin (Russland) | | Russland | Aufstellung Niederlande gegen Russland |
| Samstag, 21. Juni 2008 um 20:45 Uhr in Basel (St. Jakob-Park) | | |          |                                        |
| Zuschauer: 38.374                                             | | |          |                                        |
| Schiedsrichter: Ľuboš Micheľ ( Slowakei)                      | | |          |                                        |
| Spielbericht                                                  | | |          |                                        |

### Spanien – Italien 0:0 n.V., 4:2 i.E.
| Spanien                                                            | Spanien | Italien | Italien | Aufstellung                       |
| ------------------------------------------------------------------ | --- | --- | ------- | --------------------------------- |
| Spanien                                                            | \| Sonntag, 22. Juni 2008 um 20:45 Uhr in Wien (Ernst-Happel-Stadion) \| \| Zuschauer: 48.000 \| \| Schiedsrichter: Herbert Fandel ( Deutschland) \| \| Spielbericht \|                                                                            | \| Sonntag, 22. Juni 2008 um 20:45 Uhr in Wien (Ernst-Happel-Stadion) \| \| Zuschauer: 48.000 \| \| Schiedsrichter: Herbert Fandel ( Deutschland) \| \| Spielbericht \| | Italien | Aufstellung Spanien gegen Italien |
| Spanien                                                            | Iker Casillas – Sergio Ramos, Carlos Marchena, Carles Puyol, Joan Capdevila – Andrés Iniesta (59. Santi Cazorla), Marcos Senna, Xavi (60. Cesc Fàbregas), David Silva – David Villa, Fernando Torres (85. Daniel Güiza) Cheftrainer: Luis Aragonés | Gianluigi Buffon – Gianluca Zambrotta, Christian Panucci, Giorgio Chiellini, Fabio Grosso – Alberto Aquilani (108. Alessandro Del Piero), Daniele De Rossi, Massimo Ambrosini – Simone Perrotta (58. Mauro Camoranesi) – Luca Toni, Antonio Cassano (75. Antonio Di Natale) Cheftrainer: Roberto Donadoni | Italien | Aufstellung Spanien gegen Italien |
| Spanien                                                            | Elfmeterschießen | | Italien | Aufstellung Spanien gegen Italien |
| Spanien                                                            | 1:0 Villa 2:1 Cazorla 3:1 Senna Buffon hält gegen Güiza 4:2 Fàbregas | 1:1 Grosso Casillas hält gegen De Rossi 3:2 Camoranesi Casillas hält gegen Di Natale | Italien | Aufstellung Spanien gegen Italien |
| Spanien                                                            | Andrés Iniesta (11.), David Villa (72.), Santi Cazorla (112.) | Massimo Ambrosini (31.) | Italien | Aufstellung Spanien gegen Italien |
| Spanien                                                            | Spieler des Spiels: Iker Casillas (Spanien) | | Italien | Aufstellung Spanien gegen Italien |
| Sonntag, 22. Juni 2008 um 20:45 Uhr in Wien (Ernst-Happel-Stadion) | | |         |                                   |
| Zuschauer: 48.000                                                  | | |         |                                   |
| Schiedsrichter: Herbert Fandel ( Deutschland)                      | | |         |                                   |
| Spielbericht                                                       | | |         |                                   |

## Halbfinale

### Deutschland – Türkei 3:2 (1:1)
| Deutschland                                                    | Deutschland | Türkei | Türkei | Aufstellung                          |
| -------------------------------------------------------------- | --- | --- | ------ | ------------------------------------ |
| Deutschland                                                    | \| Mittwoch, 25. Juni 2008 um 20:45 Uhr in Basel (St. Jakob-Park) \| \| Zuschauer: 39.374 \| \| Schiedsrichter: Massimo Busacca ( Schweiz) \| \| Spielbericht \| | \| Mittwoch, 25. Juni 2008 um 20:45 Uhr in Basel (St. Jakob-Park) \| \| Zuschauer: 39.374 \| \| Schiedsrichter: Massimo Busacca ( Schweiz) \| \| Spielbericht \|                                                                                        | Türkei | Aufstellung Deutschland gegen Türkei |
| Deutschland                                                    | Jens Lehmann – Arne Friedrich, Per Mertesacker, Christoph Metzelder, Philipp Lahm – Thomas Hitzlsperger, Simon Rolfes (46. Torsten Frings) – Bastian Schweinsteiger, Michael Ballack , Lukas Podolski – Miroslav Klose (90.+2' Marcell Jansen) Cheftrainer: Joachim Löw | Rüştü Reçber – Sabri Sarıoğlu, Mehmet Topal, Gökhan Zan, Hakan Balta – Mehmet Aurélio – Kâzım Kâzım (90.+2' Tümer Metin), Hamit Altıntop, Ayhan Akman (81. Mevlüt Erdinç), Uğur Boral (84. Gökdeniz Karadeniz) – Semih Şentürk Cheftrainer: Fatih Terim | Türkei | Aufstellung Deutschland gegen Türkei |
| Deutschland                                                    | 1:1 Schweinsteiger (26.) 2:1 Klose (79.) 3:2 Lahm (90.) | 0:1 Boral (22.) 2:2 Şentürk (86.) | Türkei | Aufstellung Deutschland gegen Türkei |
| Deutschland                                                    | Semih Şentürk (53.), Sabri Sarıoğlu (90.+4') | | Türkei | Aufstellung Deutschland gegen Türkei |
| Deutschland                                                    | Spieler des Spiels: Philipp Lahm (Deutschland) | | Türkei | Aufstellung Deutschland gegen Türkei |
| Mittwoch, 25. Juni 2008 um 20:45 Uhr in Basel (St. Jakob-Park) | | |        |                                      |
| Zuschauer: 39.374                                              | | |        |                                      |
| Schiedsrichter: Massimo Busacca ( Schweiz)                     | | |        |                                      |
| Spielbericht                                                   | | |        |                                      |

### Russland – Spanien 0:3 (0:0)
| Russland                                                              | Russland | Spanien | Spanien | Aufstellung                        |
| --------------------------------------------------------------------- | --- | --- | ------- | ---------------------------------- |
| Russland                                                              | \| Donnerstag, 26. Juni 2008 um 20:45 Uhr in Wien (Ernst-Happel-Stadion) \| \| Zuschauer: 51.428 (ausverkauft) \| \| Schiedsrichter: Frank De Bleeckere ( Belgien) \| \| Spielbericht \|                                                                                           | \| Donnerstag, 26. Juni 2008 um 20:45 Uhr in Wien (Ernst-Happel-Stadion) \| \| Zuschauer: 51.428 (ausverkauft) \| \| Schiedsrichter: Frank De Bleeckere ( Belgien) \| \| Spielbericht \|                                                         | Spanien | Aufstellung Russland gegen Spanien |
| Russland                                                              | Igor Akinfejew – Alexander Anjukow, Wassili Beresuzki, Sergei Ignaschewitsch, Juri Schirkow – Sergei Semak – Konstantin Syrjanow, Igor Semschow (56. Dinijar Biljaletdinow), Iwan Sajenko (57. Dmitri Sytschow) – Roman Pawljutschenko, Andrei Arschawin Cheftrainer: Guus Hiddink | Iker Casillas – Sergio Ramos, Carlos Marchena, Carles Puyol, Joan Capdevila – Andrés Iniesta, Marcos Senna, Xavi (69. Xabi Alonso), David Silva – David Villa (34. Cesc Fàbregas), Fernando Torres (69. Daniel Güiza) Cheftrainer: Luis Aragonés | Spanien | Aufstellung Russland gegen Spanien |
| Russland                                                              | 0:1 Xavi (50.) 0:2 Güiza (73.) 0:3 Silva (82.) | | Spanien | Aufstellung Russland gegen Spanien |
| Russland                                                              | Juri Schirkow (56.), Dinijar Biljaletdinow (60.) | | Spanien | Aufstellung Russland gegen Spanien |
| Russland                                                              | Das 0:1 war das 500. EM-Tor | | Spanien | Aufstellung Russland gegen Spanien |
| Russland                                                              | Spieler des Spiels: Andrés Iniesta (Spanien) | | Spanien | Aufstellung Russland gegen Spanien |
| Donnerstag, 26. Juni 2008 um 20:45 Uhr in Wien (Ernst-Happel-Stadion) | | |         |                                    |
| Zuschauer: 51.428 (ausverkauft)                                       | | |         |                                    |
| Schiedsrichter: Frank De Bleeckere ( Belgien)                         | | |         |                                    |
| Spielbericht                                                          | | |         |                                    |

## Finale

### Deutschland – Spanien 0:1 (0:1)
| Deutschland                                                        | Deutschland | Spanien | Spanien | Aufstellung                           |
| ------------------------------------------------------------------ | --- | --- | ------- | ------------------------------------- |
| Deutschland                                                        | \| Sonntag, 29. Juni 2008 um 20:45 Uhr in Wien (Ernst-Happel-Stadion) \| \| Zuschauer: 51.428 (ausverkauft) \| \| Schiedsrichter: Roberto Rosetti ( Italien) \| \| Spielbericht \| | \| Sonntag, 29. Juni 2008 um 20:45 Uhr in Wien (Ernst-Happel-Stadion) \| \| Zuschauer: 51.428 (ausverkauft) \| \| Schiedsrichter: Roberto Rosetti ( Italien) \| \| Spielbericht \|                                                                  | Spanien | Aufstellung Deutschland gegen Spanien |
| Deutschland                                                        | Jens Lehmann – Arne Friedrich, Per Mertesacker, Christoph Metzelder, Philipp Lahm (46. Marcell Jansen) – Torsten Frings, Thomas Hitzlsperger (58. Kevin Kurányi) – Bastian Schweinsteiger, Michael Ballack , Lukas Podolski – Miroslav Klose (79. Mario Gómez) Cheftrainer: Joachim Löw | Iker Casillas – Sergio Ramos, Carlos Marchena, Carles Puyol, Joan Capdevila – Marcos Senna – Andrés Iniesta, Xavi, Cesc Fàbregas (63. Xabi Alonso), David Silva (66. Santi Cazorla) – Fernando Torres (78. Daniel Güiza) Cheftrainer: Luis Aragonés | Spanien | Aufstellung Deutschland gegen Spanien |
| Deutschland                                                        | 0:1 Torres (33.) | | Spanien | Aufstellung Deutschland gegen Spanien |
| Deutschland                                                        | Michael Ballack (43.), Kevin Kurányi (88.) | Iker Casillas (43.), Fernando Torres (74.) | Spanien | Aufstellung Deutschland gegen Spanien |
| Deutschland                                                        | Spieler des Spiels: Fernando Torres (Spanien) | | Spanien | Aufstellung Deutschland gegen Spanien |
| Sonntag, 29. Juni 2008 um 20:45 Uhr in Wien (Ernst-Happel-Stadion) | | |         |                                       |
| Zuschauer: 51.428 (ausverkauft)                                    | | |         |                                       |
| Schiedsrichter: Roberto Rosetti ( Italien)                         | | |         |                                       |
| Spielbericht                                                       | | |         |                                       |